# 長居第2陸上競技場
長居第2陸上競技場（ながいだいにりくじょうきょうぎじょう）は、大阪府大阪市東住吉区の長居公園内にある陸上競技場。球技場としても使用される。施設は大阪市が所有し、公園内各施設と同様に、わくわくパーククリエイト（ヤンマーホールディングス100%出資の子会社）を代表企業とし、セイレイ興産、ヤンマーホールディングス、（一財）大阪スポーツみどり財団、タイムズ24、（公財）大阪ユースホステル協会の計6団体で構成される「わくわくパークプロジェクトチーム」を主体とした「わくわくパークプロジェクトチーム」が指定管理者として運営している。
2014年3月よりネーミングライツの導入により、『ヤンマーフィールド長居』の呼称を用いている。

## 歴史
- 1993年6月：竣工
- 1994年8月：バックスタンドの座席化
- 1995年3月に照明設備、電光掲示板が夫々設置・竣工。
- 2014年3月1日：ヤンマーによる施設の命名権が発効し、『ヤンマーフィールド長居』の名称が付与される（略称は 「ヤンマーフィー」（「YANMAR F」））[3][4]。

## 開催された主なイベント・大会

### 陸上競技
- 第52回国民体育大会（なみはや国体）秋季大会の練習トラック（1997年）
- 長居陸上競技場で開催された2007年世界陸上選手権におけるサブグラウンドとして使用（2007年）
- 関西学生陸上競技対校選手権大会[5]
- 大阪高校陸上競技対校選手権大会[5]
- 全国高校陸上選抜大会
- 大阪国際女子マラソン（2023年）[6]

### サッカー・ラグビー
- ジャパンラグビートップリーグ
- 総理大臣杯全日本大学サッカートーナメント
- 関西サッカーリーグ公式戦
- 関西学生サッカーリーグ
- 日本プロサッカーリーグ（Jリーグ）・セレッソ大阪の公式戦（1994年-1996年、1999年、2000年、2002年、2006年、2007年）
- 佐川急便大阪SCの主催試合（2002年 - 2006年）
- 第35回全国地域サッカーリーグ決勝大会・決勝ラウンド（2011年）
- FC大阪の主催試合（2015年 - 2018年）

## 施設概要
- 日本陸上競技連盟第3種公認[5]
- トラック400m×9レーン[5]
- 天然芝フィールド（縦105m×横69m）[5]
- 収容人数：15,516人[5]
- 照明：鉄塔4基（1500ルクス）
- 電光掲示板

## 公園内その他の施設
- 大阪市立長居植物園
- 大阪市立自然史博物館
- ヤンマースタジアム長居

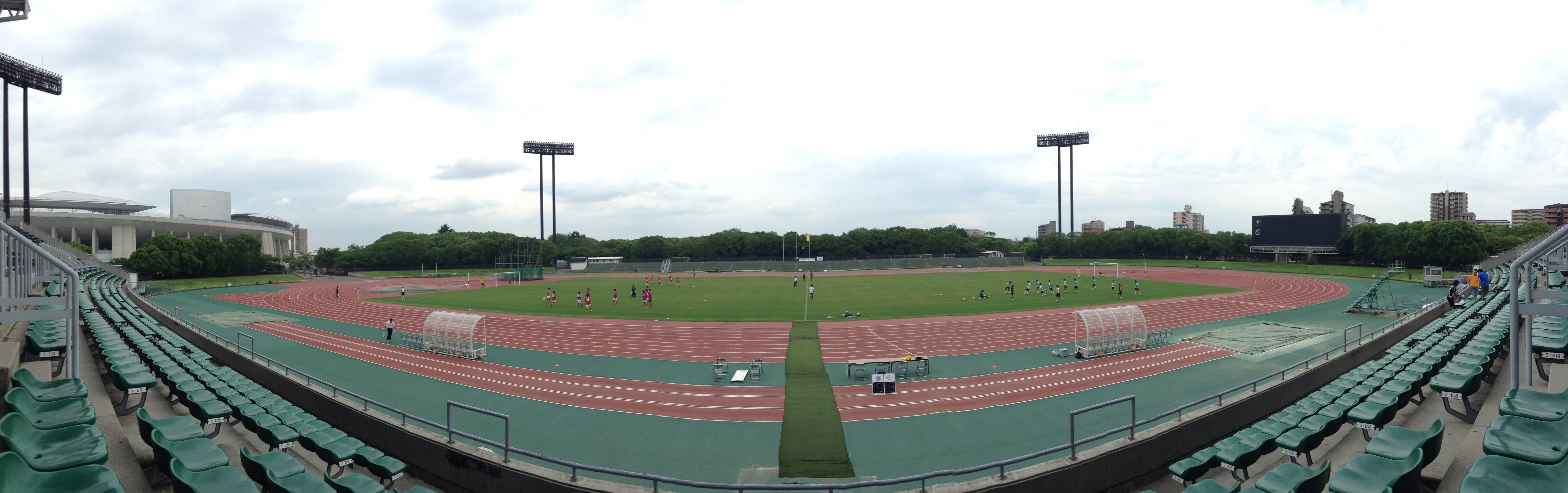
長居第2陸上競技場の全景

- 長居球技場（2010年8月1日から2018年12月31日までキンチョウスタジアム[7]→2021年4月1日よりヨドコウ桜スタジアム）
- 身体障害者スポーツセンター
- ユースホステル
- 長居相撲場 他